# الدوري الإيطالي للكرة الطائرة
الدوري الإيطالي للكرة الطائرة هو أعلى دوري للكرة الطائرة في إيطاليا منذ عقد 1980 ضم الدوري أفضل لاعيبة العالم.بدأ أول موسم في 1946.